# Rahnamā Maḩalleh
Rahnamā Maḩalleh är en ort i Iran.   Den ligger i provinsen Gilan, i den nordvästra delen av landet, 300 km nordväst om huvudstaden Teheran. Rahnamā Maḩalleh ligger 28 meter över havet och antalet invånare är 583.
Terrängen runt Rahnamā Maḩalleh är platt åt nordost, men åt sydväst är den kuperad. Terrängen runt Rahnamā Maḩalleh sluttar österut. Runt Rahnamā Maḩalleh är det ganska glesbefolkat, med 45 invånare per kvadratkilometer. Närmaste större samhälle är Hashtpar, 4,0 km sydväst om Rahnamā Maḩalleh. Trakten runt Rahnamā Maḩalleh består till största delen av jordbruksmark.